# Affengeil – Tiere ganz privat
Affengeil – Tiere ganz privat, später Oberaffengeil, war eine von 1993 bis 1995 von Sat.1 ausgestrahlte Comedy-Sendung, in der Tiervideos zusammengeschnitten und von Menschen synchronisiert wurden. Dabei wurden häufig menschliche Verhaltensweisen und Klischees auf humorvolle Art und Weise parodiert.
Die Synchronisation der Tiere erfolgte teils durch bekannte Synchronsprecher wie Santiago Ziesmer, der u. a. Steve Buscemi seine Stimme leiht.